# Ransom Eli Olds
Pour les articles homonymes, voir Olds.
Ransom Eli Olds, né le 3 juin 1864 à Geneva, Ohio, et mort le 26 août 1950 à Lansing, Michigan, est un pionnier de l'industrie automobile américaine. Il prétend avoir construit sa première voiture à vapeur dès 1894, et sa première voiture à essence en 1896.

## Biographie

### Origines et vie familiale
Ransom Eli Olds est né à Geneva, dans l'Ohio. Il est fils d'un forgeron dénommé Pline Fiske Olds et de son épouse, Sarah Whipple Olds. Ses parents déménagent à Cleveland, toujours dans Ohio, quand Ransom était encore un garçon. Il s'installe finalement à Lansing, au Michigan, où il épouse Ursula Metta Woodward le 5 juin 1889.

### Oldsmobile
Il fonde la Olds Motor Vehicle Company à Lansing, au Michigan, le 21 août 1897. Il s'associe avec un magnat du cuivre et du bois nommé Samuel L. Smith en 1899. L'entreprise est rebaptisée Olds Motor Works et la nouvelle société est transférée de Detroit à Lansing. Smith est devenu président, et Olds occupe les deux postes de vice-président et directeur général. 
En 1901, Olds conçoit la Oldsmobile Curved Dash, qui est vendue au prix de 650,00 $. Elle est la première voiture vendue en masse dans l'histoire de l'automobile aux États-Unis. Bien que l'usine est détruite par le feu cette année-là, la société vend plus de 600 modèles de la Curved Dash. En 1904, les ventes augmentent de 5000 unités. 
Lorsque Frederick, fils de Smith, débarque dans l'entreprise, il affronte Olds fréquemment, ce qui pousse ce dernier à quitter la firme en 1904. Il forme la RE Olds Motor Car Company. Son nom est rapidement changé pour REO Motor Car Company pour éviter une poursuite de la Olds Motor Works. Le REO provient des initiales de son propre nom. Olds assume son poste de président jusqu'en 1925. 
L'Olds Motor Works a été rachetée par General Motors en 1908. La marque Oldsmobile, après une production longue de 107 ans, est finalement arrêtée par la General Motors en 2004.

## Ligne d'assemblage.
Ransom Eli Olds a été le premier à utiliser la ligne d'assemblage dans l'industrie automobile ; Henry Ford l'adapte après lui. Cette nouvelle approche de l'industrie automobile lui a permis de quintupler la production de 425 voitures en 1901 à 2 500 en 1902.